# NGC 243
NGC 243 es una galaxia lenticular localizada en la constelación de Andrómeda.